# Lake Ayalew
 (juillet 2024).
Lake Ayalew est un homme politique éthiopien. Il est ministre du Revenu depuis 2021. Il a également été président par intérim de la région d'Amhara en 2019 après l'assassinat du président précédent.

## Carrière
Lake Ayalew est devenu président par intérim de la région d'Amhara le 23 juin 2019 après l'assassinat de l'ancien président, Ambachew Mekonnen,. Il est resté gouverneur par intérim de la région d'Amhara tout au long de 2019.
En octobre 2018, Lake Ayalew était membre du Comité central du Parti démocratique Amhara.
En 2021, Lake Ayalew est devenu ministre du Revenu du gouvernement éthiopien,.